# Yii
Yii (произносится [ji:] и часто пишется по рус. йии) — объектно-ориентированный компонентный фреймворк, реализующий парадигму MVC. В китайском языке Yii означает «простой и прогрессивный», также Yii представляет собой акроним от «Yes It Is!».

## История
История Yii началась 1 января 2008 года как проект по исправлению некоторых изъянов во фреймворке PRADO (PHP Rapid Application Development Object-oriented), ставшего в 2004 победителем «Zend PHP 5 coding contest».
На фреймворк PRADO повлияли ASP.NET, Apache Tapestry и Borland Delphi. PRADO унаследовал от ASP.NET многие отрицательные стороны: медленно обрабатывал сложные страницы, имел крутую кривую обучения и был довольно труден в настройке.
В определенный момент основатель и разработчик ядра фреймворка PRADO — Цян Суэ понял, что PHP-фреймворк должен быть построен несколько по-другому. В октябре 2008 года, после более 10 месяцев закрытой разработки, вышла первая альфа-версия. 3 декабря 2008 был выпущен Yii 1.0
Yii 1.1 вышел 10 января 2010 года и был нацелен на улучшение версии 1.0: добавлен фреймворк для тестирования, построитель форм, настраиваемость виджетов. Сильно переработан Actve Record. Библиотека расширений Zii, вышедшая одновременно с релизом фреймворка, включала в себя интеграцию с jQuery, гриды и другое.
12 октября 2013 вышел Yii 2.0.0. Новая большая версия фреймворка — полностью переписанный и переосмысленный Yii 1.1. Вторая версия была более амбициозной: использованы многие стандарты, сильно расширена работа с событиями, конфигурацией, поведениями. Реализованы DI-контейнер и сервис-локатор, гибкое кеширование, формы, аутентификация через внешние провайдеры, мощная система интернационализации. В части работы с СУБД кардинально улучшилась производительность, удобство и поддержка разных типов баз данных. Также в этой версии появились поддержка простого создания API, встроенный отладчик и мощный генератор кода. Перед релизом код прошёл аудит независимых экспертов по безопасности.
Yii3 является кардинальным переосмыслением предыдущего опыта и представляет собой набор независимых пакетов и шаблоны приложений, их объединяющие. На данный момент выпущены и являются стабильными 107 из планируемых 112 пакетов. Из особенностей стоит отметить:
1. Оформление кода по PSR[10];
2. Использование семантического версионирования SemVer[11];
3. DDD-совместимость;
4. Отделение консоли от веба;
5. Разбиение на части, которые можно использовать отдельно;
6. Строгая типизация;
7. SOLID;
8. Убийство иерархии классов;
9. Убийство большинства wrapper-расширений;
10. Отказ от нестандартных объектов;
11. Поддержка Swoole / RoadRunner / FrankenPHP.
12. Близкое к полному покрытие тестами.

## Возможности
Фреймворк отлично документирован: документация есть ко всему и на нескольких языках (русский, украинский, английский, испанский и другие). Также каждый метод имеет шапку в PHPDoc.
- установка с помощью Composer.
- Высокая производительность относительно других фреймворков, написанных на PHP[12]
- Парадигма Модель-представление-контроллер
- Интерфейсы DAO и ActiveRecord для работы с базами данных (PDO)
- Поддержка интернационализации
- Кэширование страниц и отдельных фрагментов
- Перехват и обработка ошибок
- Ввод и валидация форм
- Аутентификация и авторизация (RBAC и ACL)
- Использование AJAX и интеграция с jQuery. Со второй версии добавлена поддержка Bootstrap,
- Генерация базового PHP-кода для CRUD-операций (скаффолдинг)
- Поддержка тем оформления для их лёгкой смены
- Возможность подключения сторонних библиотек
- Миграции базы данных
- Автоматическое тестирование
- Поддержка REST (добавлена со второй версии)
- Использование шаблонизаторов Twig, Smarty[13]
- Интерфейс командной строки(CLI — Console Line Interface)[14]: например выполнив в консоли команду php yii можно получить список всех доступных команд

## Расширения
Проект Yii включает в себя хранилище пользовательских расширений.
Была также официальная библиотека расширения, zii, которая в конечном итоге была объединена с основной структурой; она была включена в каждую версию с версии Yii версии 1.1.0 и включает в себя дополнительные поведения и виджеты, такие, как гриды и jQuery UI.

## Yii ишаблоны проектирования(паттерны)
Аналогично другим фреймворкам в Yii используются паттерны Dependency Injection (DI) и Service Locator.

## Документы и лицензии
В Yii имеется сборник официальной документации форме учебного пособия и документация по публичному API. Также есть документация, предоставленная пользователями, большая часть которой доступна в вики на официальном веб-сайте.
Yii выпущен под лицензией BSD. Это означает, что можно использовать его бесплатно для разработки как открытых, так и проприетарных веб-приложений.

## Сравнение с другими фреймворками
По результатам тестов phpmark Yii показал лучшую производительность.
Производительность фреймворков в этих тестах оценивалась на искусственных примерах типа Hello world. Тесты показывают время инициализации фреймворков, и на основании их можно сделать вывод, что Yii имеет качественную подсистему отложенной инициализации (то есть, код загружается только тогда, когда он необходим).
В блогосфере можно найти массу статей со сравнительным анализом фреймворков. В целом, прослеживаются следующие тенденции:
- Yii активно развивается[16][17].
- В некоторых сравнительных работах отмечается высокая скорость изучения фреймворка, получения результатов и прототипирования по сравнению с Zend Framework и Symfony. Также отмечается его стабильность и безопасность[18][19].

## CMS и CMF на YII
Yii достаточно популярен среди разработчиков, на его основе существуют множество различных систем управления сайтами
- Craft CMS — одна из самых успешных альтернатив Wordpress в США.
- Yupe CMS[20] — это бесплатная платформа для разработки веб-приложений: интернет-магазинов, сайтов-сообществ, CRM-систем
- SakuraCommerce[21] — интернет магазин на Yii2
- Easyii CMS[22] — набор инструментов для быстрой разработки и простого управления контентом
- Open Business Card CMS[23] — это простой бесплатный скрипт для создания сайтов-визиток
- Open Real Estate CMS[24] — CMS для агентства недвижимости
- Canape CMS — проприетарная CMS[25]
- SkeekS CMS[26] — бесплатная CMS, позволяет построить веб-приложения любой сложности: простые сайты, сложные порталы, интернет-магазины, CRM-системы.

## История версий
| Цвет    | Обозначение                        |
| ------- | ---------------------------------- |
| Красный | Старая версия, не поддерживается   |
| Жёлтый  | Старая версия, пока поддерживается |
| Зелёный | Текущая версия                     |
| Голубой | Будущая версия                     |

| Ветка | Версия    | Дата выпуска    | Окончание поддержки                                           | Системные требования |
| ----- | --------- | --------------- | ------------------------------------------------------------- | -------------------- |
| 1.0   | 1.0       | 3 декабря 2008  | 31 декабря 2010                                               | PHP 5.1.0 или выше   |
| 1.0   | 1.0.1     | 4 января 2009   | 31 декабря 2010                                               | PHP 5.1.0 или выше   |
| 1.0   | 1.0.2     | 1 февраля 2009  | 31 декабря 2010                                               | PHP 5.1.0 или выше   |
| 1.0   | 1.0.3     | 1 марта 2009    | 31 декабря 2010                                               | PHP 5.1.0 или выше   |
| 1.0   | 1.0.4     | 5 апреля 2009   | 31 декабря 2010                                               | PHP 5.1.0 или выше   |
| 1.0   | 1.0.5     | 10 мая 2009     | 31 декабря 2010                                               | PHP 5.1.0 или выше   |
| 1.0   | 1.0.6     | 7 июня 2009     | 31 декабря 2010                                               | PHP 5.1.0 или выше   |
| 1.0   | 1.0.7     | 5 июля 2009     | 31 декабря 2010                                               | PHP 5.1.0 или выше   |
| 1.0   | 1.0.8     | 9 августа 2009  | 31 декабря 2010                                               | PHP 5.1.0 или выше   |
| 1.0   | 1.0.9     | 6 сентября 2009 | 31 декабря 2010                                               | PHP 5.1.0 или выше   |
| 1.0   | 1.0.10    | 18 октября 2009 | 31 декабря 2010                                               | PHP 5.1.0 или выше   |
| 1.0   | 1.0.11    | 13 декабря 2009 | 31 декабря 2010                                               | PHP 5.1.0 или выше   |
| 1.0   | 1.0.12    | 14 марта 2010   | 31 декабря 2010                                               | PHP 5.1.0 или выше   |
| 1.1   | 1.1.0     | 10 января 2010  | 31 декабря 2015 до 1 декабря 2019 поддержка безопасности кода | PHP 5.1.0 или выше   |
| 1.1   | 1.1.1     | 14 марта 2010   | 31 декабря 2015 до 1 декабря 2019 поддержка безопасности кода | PHP 5.1.0 или выше   |
| 1.1   | 1.1.2     | 2 мая 2010      | 31 декабря 2015 до 1 декабря 2019 поддержка безопасности кода | PHP 5.1.0 или выше   |
| 1.1   | 1.1.3     | 4 июля 2010     | 31 декабря 2015 до 1 декабря 2019 поддержка безопасности кода | PHP 5.1.0 или выше   |
| 1.1   | 1.1.4     | 5 сентября 2010 | 31 декабря 2015 до 1 декабря 2019 поддержка безопасности кода | PHP 5.1.0 или выше   |
| 1.1   | 1.1.5     | 14 ноября 2010  | 31 декабря 2015 до 1 декабря 2019 поддержка безопасности кода | PHP 5.1.0 или выше   |
| 1.1   | 1.1.6     | 16 января 2011  | 31 декабря 2015 до 1 декабря 2019 поддержка безопасности кода | PHP 5.1.0 или выше   |
| 1.1   | 1.1.7     | 26 марта 2011   | 31 декабря 2015 до 1 декабря 2019 поддержка безопасности кода | PHP 5.1.0 или выше   |
| 1.1   | 1.1.8     | 26 июня 2011    | 31 декабря 2015 до 1 декабря 2019 поддержка безопасности кода | PHP 5.1.0 или выше   |
| 1.1   | 1.1.9     | 1 января 2012   | 31 декабря 2015 до 1 декабря 2019 поддержка безопасности кода | PHP 5.1.0 или выше   |
| 1.1   | 1.1.10    | 12 февраля 2012 | 31 декабря 2015 до 1 декабря 2019 поддержка безопасности кода | PHP 5.1.0 или выше   |
| 1.1   | 1.1.11    | 29 июля 2012    | 31 декабря 2015 до 1 декабря 2019 поддержка безопасности кода | PHP 5.1.0 или выше   |
| 1.1   | 1.1.12    | 19 августа 2012 | 31 декабря 2015 до 1 декабря 2019 поддержка безопасности кода | PHP 5.1.0 или выше   |
| 1.1   | 1.1.13-RC | 2 декабря 2012  | 31 декабря 2015 до 1 декабря 2019 поддержка безопасности кода | PHP 5.1.0 или выше   |
| 1.1   | 1.1.13    | 30 декабря 2012 | 31 декабря 2015 до 1 декабря 2019 поддержка безопасности кода | PHP 5.1.0 или выше   |
| 1.1   | 1.1.14    | 11 августа 2013 | 31 декабря 2015 до 1 декабря 2019 поддержка безопасности кода | PHP 5.1.0 или выше   |
| 1.1   | 1.1.15    | 29 июня 2014    | 31 декабря 2015 до 1 декабря 2019 поддержка безопасности кода | PHP 5.1.0 или выше   |
| 1.1   | 1.1.16    | 21 декабря 2014 | 31 декабря 2015 до 1 декабря 2019 поддержка безопасности кода | PHP 5.1.0 или выше   |
| 1.1   | 1.1.17    | 13 января 2016  | 31 декабря 2015 до 1 декабря 2019 поддержка безопасности кода | PHP 5.1.0 или выше   |
| 1.1   | 1.1.18    | 19 апреля 2017  | 31 декабря 2015 до 1 декабря 2019 поддержка безопасности кода | PHP 5.1.0 или выше   |
| 1.1   | 1.1.19    | 8 июня 2017     | 31 декабря 2015 до 1 декабря 2019 поддержка безопасности кода | PHP 5.1.0 или выше   |
| 1.1   | 1.1.20    | 6 июля 2018     | 31 декабря 2015 до 1 декабря 2019 поддержка безопасности кода | PHP 5.1.0 или выше   |
| 2.0   | 2.0.0     | 12 октября 2014 |                                                               | PHP 5.4.0 и выше     |
| 2.0   | 2.0.1     | 7 декабря 2014  |                                                               | PHP 5.4.0 и выше     |
| 2.0   | 2.0.2     | 11 января 2015  |                                                               | PHP 5.4.0 и выше     |
| 2.0   | 2.0.3     | 1 марта 2015    |                                                               | PHP 5.4.0 и выше     |
| 2.0   | 2.0.4     | 10 мая 2015     |                                                               | PHP 5.4.0 и выше     |
| 2.0   | 2.0.5     | 11 июля 2015    |                                                               | PHP 5.4.0 и выше     |
| 2.0   | 2.0.6     | 10 августа 2015 |                                                               | PHP 5.4.0 и выше     |
| 2.0   | 2.0.7     | 14 февраля 2016 |                                                               | PHP 5.4.0 и выше     |
| 2.0   | 2.0.8     | 28 апреля 2016  |                                                               | PHP 5.4.0 и выше     |
| 2.0   | 2.0.9     | 11 июля 2016    |                                                               | PHP 5.4.0 и выше     |
| 2.0   | 2.0.10    | 20 октября 2016 |                                                               | PHP 5.4.0 и выше     |
| 2.0   | 2.0.11    | 1 февраля 2017  |                                                               | PHP 5.4.0 и выше     |
| 2.0   | 2.0.12    | 5 июня 2017     |                                                               | PHP 5.4.0 и выше     |
| 2.0   | 2.0.13    | 3 ноября 2017   |                                                               | PHP 5.4.0 и выше     |
| 2.0   | 2.0.14    | 19 февраля 2018 |                                                               | PHP 5.4.0 и выше     |
| 2.0   | 2.0.15    | 20 марта 2018   |                                                               | PHP 5.4.0 и выше     |
| 2.0   | 2.0.16    | 31 января 2019  |                                                               | PHP 5.4.0 и выше     |

## События, встречи

### 2012
- Первая профессиональная конференция веб-разработчиков, использующих в своих приложениях фреймворк Yii. YiiConf-2012, Киев, 19 мая 2012[46]

### 2016
- Yii2 встреча. Dev Pizza с Дмитрием Науменко «Профилирование в PHP с XDebug, XHprof, Blackfire». Киев, 17 мая 2016[47]
- Хакатон по Yii Framework в TACC, конференции DevConf. Москва, 18 и 19 июня 2016[48][49]
- Yii2 митап с Михаилом Боднарчуком, Киев 13 июля 2016[50]
- Лекция Дмитрия Немеша. Киев. 21 июля 2016[51]
- WebCamp. Одесса, 29-31 июля 2016[52]
- PHP frameworks day. Киев, 3 сентября, 2016.[53]
- Мини-конференция по Yii 2. Киев, 24 сентября 2016[54]
- PHP Party в Иваново, 26 Ноября 2016[55]
- Встреча Yii-разработчиков. Киев, 7 декабря 2016[56]

### 2017
- Вторая профессиональная конференция веб-разработчиков, использующих в своих приложениях фреймворк Yii. YiiConf-2017, Москва, 16-18 июня 2017[57][58]

## Книги
- Merkel, Dirk. Chapter 6: PHP Frameworks // Expert PHP 5 Tools. — Packt Publishing[англ.], 2010. — ISBN 978-1-847198-38-9.
- Winesett, Jeffrey. Agile Web Application Development with Yii1.1 and PHP5 (англ.). — Packt Publishing[англ.], 2010. — ISBN 978-1-847199-58-4.
- Makarov, Alexander. Yii 1.1 Application Development Cookbook. — Packt Publishing[англ.], 2011. — ISBN 978-1-84951-548-1.
- Ullman, Larry. The Yii Book. — Larry Ullman, 2013.
- Winesett, Jeffrey. Web Application Development with Yii and PHP (англ.). — Packt Publishing[англ.], 2012. — ISBN 978-1-84951-872-7.
- O'Meara, JeLauren J.; Hamilton III, James R. Yii Rapid Application Development Hotshot (англ.). — Packt Publishing[англ.], 2012. — ISBN 978-1-84951-750-8.
- Макаров, Александр. Yii. Сборник рецептов. — ДМК Пресс, 2012. — ISBN 978-5-94074-786-4.

- Alexander Makarov. Yii2 Application Development Cookbook[59]. — 2019. — С. 109.

- Сафронов М. Разработка веб-приложений в Yii 2. — 5-е изд.. — СПб.: «ДМК Пресс», 2015. — С. 392. — ISBN 978-5-97060-252-2.